# Teodoro Gascón
Teodoro Gascón Baquero (Ojos Negros, 1853-Madrid 1926) fue un farmacéutico e ilustrador español.

## Biografía

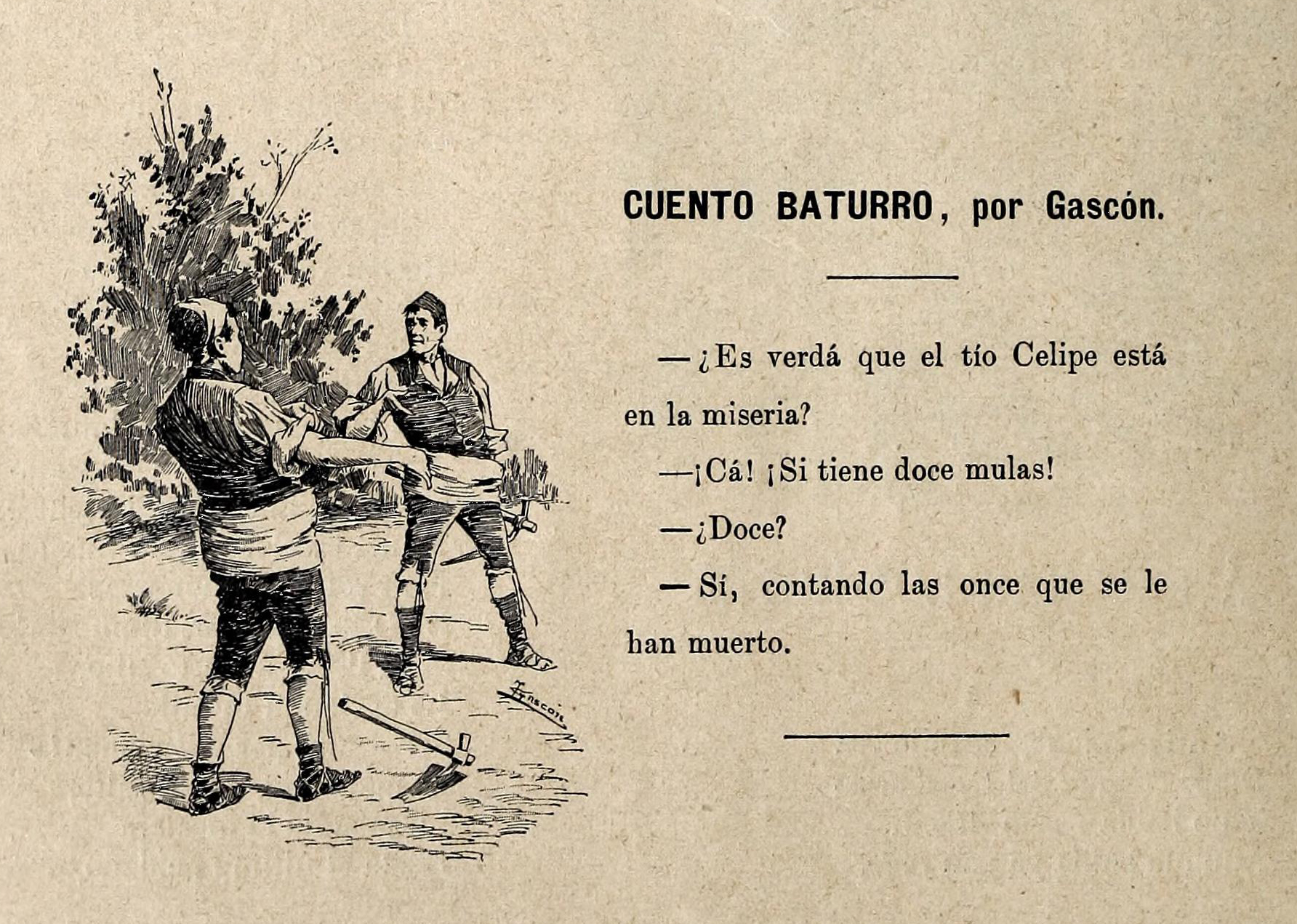
«Cuento baturro» (Blanco y Negro, 7 de enero de 1893)

Nacido en la localidad turolense de Ojos Negros el 31 de marzo de 1853, estudió Farmacia en la Universidad Central de Madrid, profesión esta, la de farmacéutico, que compaginaría con la de dibujante más adelante. Cultivó un dibujo costumbrista, representando el folclore de Aragón.
Colaboró en publicaciones periódicas como Vida Alegre, El Campo, Blanco y Negro, Nuevo Mundo, Miscelánea Turolense y Recreo Escolar, además de ilustrar diversos libros. También realizó pintura al óleo y acuarela.
Gascón, cuya esposa Adela Baquero había muerto a finales de 1899, falleció en enero de 1926 en Madrid.
Recopiló sus viñetas ilustradas de Cuentos baturros cuyo primer volumen fue prologado por Antonio M. Viergol, que incluía un par de cuentos a cargos de Luis Royo Villanova y Mariano de Cavia, publicado en 1901.